# MTR Nordic
MTR Nordic是港鐵公司為其於北歐業務而開立的子公司，現時主要營運斯德哥爾摩地鐵（至2025年11月）及提供鐵路基建維護和物業管理服務。

## MTR Tunnelbanan

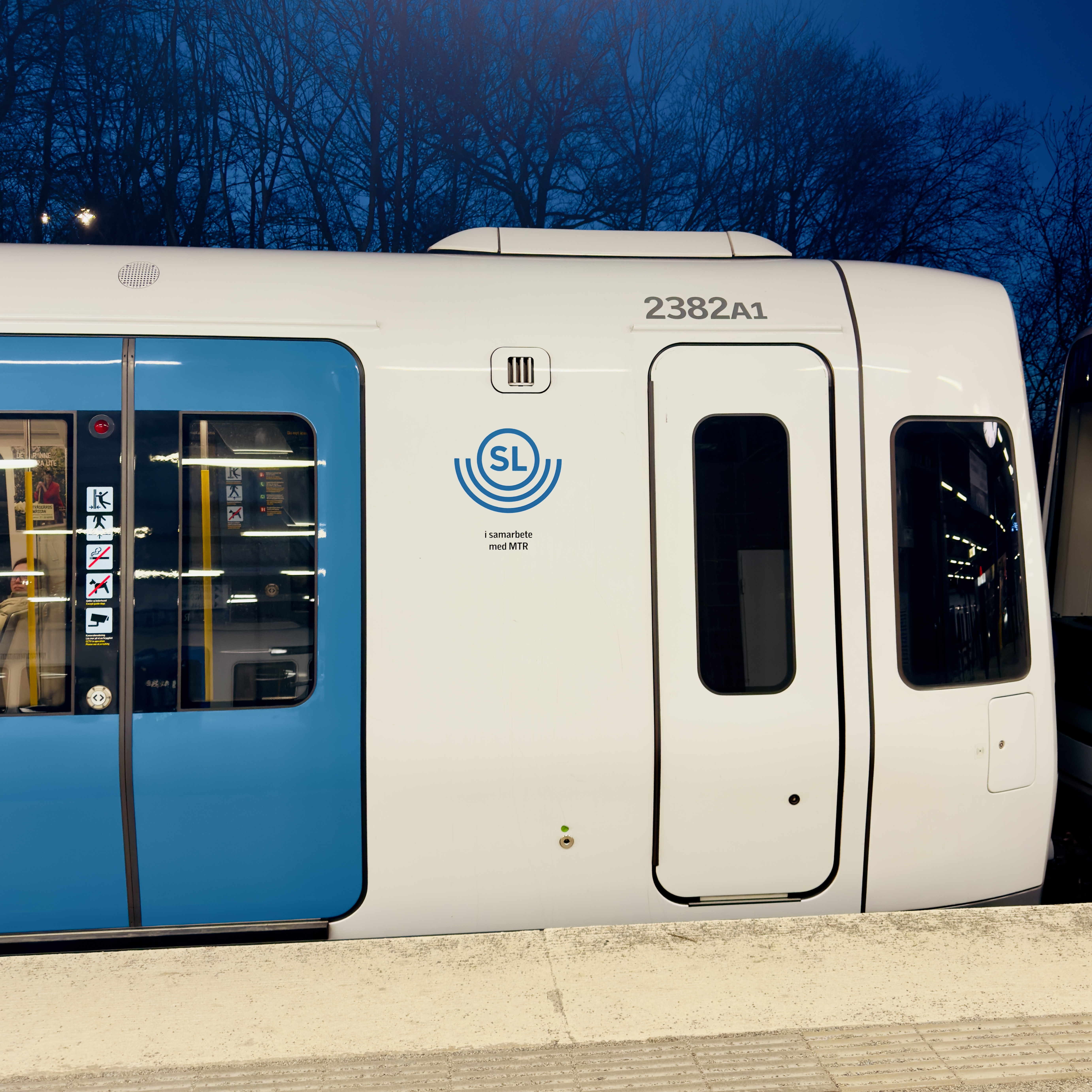
斯德哥爾摩地鐵列車，車身印有「SL與港鐵合作」字樣。

MTR Tunnelbanan AB（前稱：MTR Stockholm AB）於2009年11月2日成立，負責營運、規劃及維護斯德哥爾摩地鐵。現時，該公司與斯德哥爾摩交通公司（SL）所簽訂的合同有效期至2025年11月，之後將由Connecting Stockholm AB 接手營運。

## MTR Facility Management
MTR Facility Management成立於2020年，負責MTR Nordic旗下服務的場地清潔和車輛維護。目前，該公司的業務已擴展至塗鴉清除、清潔、燙金和辦公室服務。

## MTR Tech
MTR Tech AB（前稱：Tunnelbanan Teknik Stockholm AB，TBT）負責通勤列車和地鐵列車的維護。

## 已終止之業務
MTR Pendeltågen
MTR Pendeltågen是瑞典斯德哥爾摩的通勤鐵路系統。2015年12月，斯德哥爾摩省議會交通委員會決定，由MTR Nordic通過其子公司MTR Pendeltågen AB全面負責斯德哥爾摩通勤列車的營運。該公司負責鐵路系統的交通運作、車輛和車站維護以及客戶服務等服務。
瑞典國鐵（SJ）對該決定提出覆議申請，但斯德哥爾摩行政法院駁回了SJ的申請。2016年12月11日，MTR正式從前運營商Stockholmståg手中接管通勤鐵路業務。
2023年10月，斯德哥爾摩地區政府與MTR達成協議，提前終止合約。MTR Pendeltågen於2024年3月3日移交給SJ繼續營運。
MTRX
MTR Express (Sweden) AB（風格化：MTRX）是一條營運來往斯德哥爾摩和哥德堡的鐵路線，於2015年3月21日開通。全線採用X74型高速列車，最好時速可達200公里每小時。2024年5月30日，MTRX被VR集團收購，並更名為VR Snabbtåg Sverige AB。
其子公司MTR Express (Sweden) AB（品牌名稱為MTRX）於2015年3月21日開始營運斯德哥爾摩-哥德堡線，採用X74型高速列車，最高時速200公里/小時。 MTRX在哥德堡和斯德哥爾摩擁有約120名員工。該公司於2024年5月30日被VR集團收購。 [13] 隨後，該公司更名為VR Snabbtåg Sverige AB。
MTR Mälartåg
MTR Mälartåg於2021年12月12日起，為Mälardalstrafik經營梅拉倫谷地的公共鐵路交通。然而，Mälartåg自開始營運以來問題不斷。
2024年2月，Mälardalstrafik因MTR運營存在缺失，宣布提前終止其合約，並由Transdev自2024年6月16日起接管梅拉倫谷地的鐵路運營。
至2024年12月，MTR Tech將繼續負責車輛維護，作為Transdev的次承包商。

## 外部連結
- 官方網站